# Szerbia bécsi nagykövetsége
Szerbia bécsi nagykövetsége (szerbül: амбасада Србије у Бечу, németül: Botschaft von Serbien in Wien) Ausztria és Szerbia kapcsolatainak egyik kiemelt intézménye. A nagykövetség az Ölzeltgasse 3 szám alatt található Bécs III. kerületében, Landstraße városrészben.

## Története

Hoyos-palota, a jugoszláv-szerb követség 2011-ig.

A két ország között - még mint Szerb Fejedelemség és Osztrák–Magyar Monarchia - 1874-ben jött létre modern értelemben vett diplomáciai kapcsolat. 1918-ban alakult meg a Jugoszláv Királyság, így az önálló szerb követségből jugoszláv követség lett. Jugoszlávia lényegében 2006. június 6-án szűnt meg, amikor Montenegró kivált az államszövetségből, és Szerbia önálló köztársasággá vált.
1957-től a Jugoszláv, majd Szerb nagykövetség székhelye a Hoyos-palota volt a Rennweg 3 alatt, azonban a jugoszláv vagyon szétosztásakor 2011-ben Horvátországnak jutott, azóta ott található Horvátország bécsi nagykövetsége. Ekkor - 2011-ben - költözött át a szerb diplomáciai képviselet a mai helyére, az Ölzeltgasse 3 szám alá.